# Wulff D. Rehfus
Wulff D. Rehfus (* 26. September 1944 in Zwettl, Österreich; † 30. Juli 2015) war ein deutscher Philosoph und Lehrer, der einen einflussreichen Ansatz in der Didaktik der Philosophie vertrat. Er war Gründungsmitglied der 1994 gegründeten Bürgergemeinschaft Langenfeld.

## Leben
Aufgewachsen in Schwaben, studierte er u. a. in Tübingen. Er promovierte 1976 in Köln über Theodor W. Adorno. Rehfus war Fachleiter für Philosophie am Studienseminar Düsseldorf und von 1994 bis 2010 Schulleiter am Annette-von-Droste-Hülshoff-Gymnasium in Düsseldorf. Er wirkte am Lehrplan für den Philosophieunterricht in Nordrhein-Westfalen von 1976 bis 1999 mit und begründete das Langenfelder Symposion.

## Fachdidaktischer Ansatz
Rehfus war der Begründer des bildungstheoretisch-identitätstheoretischen Ansatzes in der Didaktik der Philosophie. Dieser Ansatz zielt darauf ab, den Schüler durch Konfrontation mit der philosophischen Tradition zu bilden, d. h. mit der Lektüre klassischer Texte. Rehfus kritisierte den dialogisch-pragmatischen Ansatz von Ekkehard Martens als zu wenig wissensorientiert.
Bildungspolitisch kritisierte er ähnlich wie Hermann Giesecke zu geringe Leistungsansprüche des Gymnasiums und das Fehlen einer Elitenbildung. Allerdings möchte er keine Reorientierung an der christlichen Religion, sondern am kulturellen Erbe des Abendlandes als Ersatz des Unbedingten.
Rehfus schlägt in seinem Buch Bildungsnot vor, „zurückzugreifen auf die europäische Tradition als Ersatz des Unbedingten: auf die kulturelle Substanz der Vergangenheit; die Geschichte also verstanden als der säkularisierte Gott. Der Gott, das ist dann die res gestae, und die Auslegung der Heiligen Schrift ist dann die historia rerum gestarum.“

## Veröffentlichungen
- als R. D. Wulff: Bleibt propper, ihr Leut’. Kürzere Wortarbeit über allerlei oder Du Drecksau. DuMont-Schauberg, Köln 1971, ISBN 3-7701-0587-7
- Theodor W. Adorno: Die Rekonstruktion der Wahrheit aus der Ästhetik. Dissertation. Köln 1976
- Zur Logik des Terrors. In: Hartmut Pätzold, Wulff D. Rehfus & Albert Bremerich: Politische Philosophie. Hirschgraben-Verlag, Frankfurt 1979, ISBN 3-454-87200-6
- Kunsttheorien. Philosophische Ästhetik und Interpretationsästhetik. Bagel, Düsseldorf 1979, ISBN 3-513-54502-9
- mit Horst Becker: Aufklärung und Ich. Bild-, Ton- und Textmaterial. Bagel, Düsseldorf 1979, ISBN 3-513-54501-0
- Didaktik der Philosophie. Grundlage und Praxis. Pädagogischer Verlag Schwann, Düsseldorf 1980, ISBN 3-590-14572-2
- Einführung in das Studium der Philosophie. Quelle und Meyer, Heidelberg 1981, ISBN 3-494-02131-7; 2. völlig überarbeitete Auflage ebd. 1992, ISBN 3-494-02188-0
- Didaktischer Kommentar zu „Aspekte der Philosophie“, Kunsttheorien. Philosophische Ästhetik und Interpretationsästhetik. Bagel, Düsseldorf 1981, ISBN 3-513-54582-7
- mit Gabriele Lehder: Didaktischer Kommentar zu „Aspekte der Philosophie“, Aufklärung und Ich. Bild-, Ton- und Textmaterial. Bagel, Düsseldorf 1981, ISBN 3-513-54581-9
- mit Horst Becker: Weltordnung und politisches Handeln. Texte zu Politik, Recht, Staat und Gesellschaft. Bagel, Düsseldorf 1983, ISBN 3-590-54503-8
- Der Philosophieunterricht. Kritik der Kommunikationsdidaktik und unterrichtspraktischer Leitfaden. Frommann-Holzboog, Stuttgart-Bad Cannstatt 1986, ISBN 3-7728-1150-7
- Methodischer Zweifel und Metaphysik. Der bildungstheoretisch-identitätstheoretische Ansatz. In: Wulff D. Rehfus & Horst Becker (Hrsg.): Handbuch des Philosophie-Unterrichts. Schwann, Düsseldorf 1986, ISBN 3-590-14447-5
- (Hrsg.): Die Apokalypse denken. Bukowski, Langenfeld 1989, ISBN 3-9801566-2-1
- Die Vernunft frisst ihre Kinder. Zeitgeist und Zerfall des modernen Weltbilds. Hoffmann und Campe, Hamburg 1990, ISBN 3-455-08360-9
- Bildungsnot. Hat die Pädagogik versagt? Klett-Cotta, Stuttgart 1995, ISBN 3-608-91728-4
- Das Ende von Bildung und Erziehung? Adamas-Verlag, Köln 2001, ISBN 3-925746-54-4
- (Hrsg.): Handwörterbuch Philosophie. CD-ROM. Vandenhoeck und Ruprecht, Göttingen 2005 (als Buch 2003), ISBN 3-525-30148-0
- (Hrsg.): Geschichte der Philosophie. Vandenhoeck & Ruprecht, Göttingen 2012, ISBN 978-3-8252-3691-5
  - Band 1: Antike und Mittelalter. ISBN 978-3-8252-3680-9
  - Band 2: 16. bis 18. Jahrhundert. ISBN 978-3-8252-3681-6
  - Band 3: Neunzehntes Jahrhundert. ISBN 978-3-8252-3682-3
  - Band 4: 20. Jahrhundert. ISBN 978-3-8252-3683-0